# チルドレン・オブ・ボドム
チルドレン・オブ・ボドム（Children of Bodom）は、フィンランド出身のメロディックデスメタル・バンド。通称チルボド、COB。
アレキシのギターとヤンネのキーボードの速弾きを中心にしたリフやソロが上に載るスピード感のあるクラシカルなメロディックデスメタルを信条としており、そのサウンドはアレキシのデスヴォイスを除けばオーセンティックなヘヴィメタルに近い。
バンド名は、1960年にエスポー近くのボドム湖で実際に起こったボドム湖殺人事件に由来する。

## 略歴

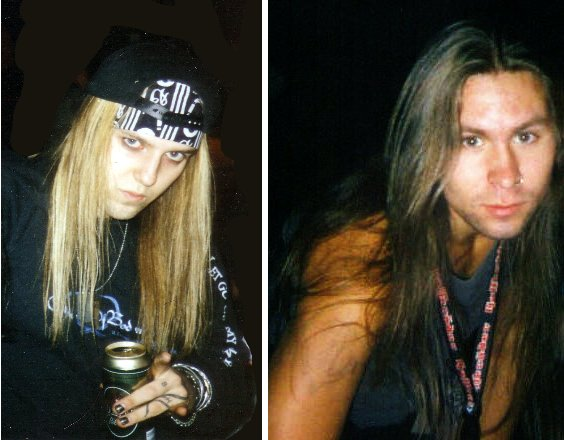
創設者ライホ(Vo/G)&ラーチカイネン(Ds) 2002年

1993年春に、フィンランドの都市・エスポーで、前身バンドであるインアースド(Inearthed)が学校の友人同士で結成される。中心メンバーは、アレキシ・ライホ (Vo/G)とヤスカ・ラーチカイネン (Dr)であった。その2人以外の初期メンバーは、流動的であったが、サムリ・ミエッティネン (B)、ヤニ・ピリショキ (G)が加入し4人体制で一応安定する。その後、1994年に1stデモテープ『Implosion of Heaven』を作成している。続いて、1995年に2ndデモテープ『Ubiguitous Absence of Remission』、1996年には3rdデモテープ『Shining』をリリースしている。また、このデモのリリースの間にメンバーチェンジが起こっており、1994年にヤニ・ピリショキが脱退、1995年には、サムリ・ミエッティネンも脱退した。同年に、アレクザンダー・クオファラ (G)、ヘンカ・ブラックスミス (B)が加入している。また、それに加えて、ヤニ・ピリショキがキーボーディストとして復帰している。
3rdデモテープがきっかけとなり、ヨーロッパの小さなレーベルと契約する。そして、1stアルバムを制作するも、完成直後にスパインファーム・レコードから契約の申し出があり、所属レーベルとの契約を破棄するためにインアースドは解散する。解散後、チルドレン・オブ・ボドム (Children of Bodom)が結成され、スパインファーム・レコードと契約する。形式上、解散・結成の形をとっていたが、実質的にはバンド名変更であった。解散・再結成と前後して、ヤニ・ピリショキが解雇され、ヤスカ・ラーチカイネンの学友のヤンネ・ウィルマン (Key)が加入する。加入当初はアルバム作成時のみ参加のセッションメンバーとしての加入であったが、すぐに正式メンバーとして加入することとなった。そして、同年に1stアルバム『Something Wild』でデビューした。同アルバムは、フィンランドのアルバムチャートで、最高20位を記録した。また、1998年のシングル「Children of Bodom」は、フィンランドのシングルチャートで8週連続1位を獲得した。
1999年に、2ndアルバム『Hatebreeder』をリリース。同年7月には、川崎クラブチッタと大阪で行われたスウェーデンのメロディックデスメタルバンドイン・フレイムスのライブのサポートバンドとして、日本でライブを行っている。クラブチッタ公演の模様は、ライブ・アルバム『Tokyo Warhearts - Live In Japan 1999』として音源化されている。
2000年には、3rdアルバム『Follow The Reaper』をリリース。2001年には、ダーク・トランキュリティと共に再来日している。
2003年、4thアルバム『Hate Crew Deathroll』をリリースする。同アルバムで、フィンランドのアルバムチャートで初の1位を獲得。同年2月にはハルフォードのオープニングアクトとして来日した。しかし同年7月、アレクザンダー・クオファラがツアーに対する疲れにより脱退したことが発表される。その後、元ストーン、ワルタリのギタリストで、アレキシと共にシナジーに在籍しているローペ・ラトヴァラをサポートに迎えツアーを継続する。このサポート加入は、ローペ・ラトヴァラから参加の話が持ちかけられたことがきっかけであった。当初、アレキシは「2つのバンドでギタリストが同じ」ということに疑問を持っていたことを話していたが、ミュージシャンとしてだけでなく人間的な面でもバンドに合っているということで、セッション参加から1年ほどが経過した2004年にローペが正式なメンバーになる。

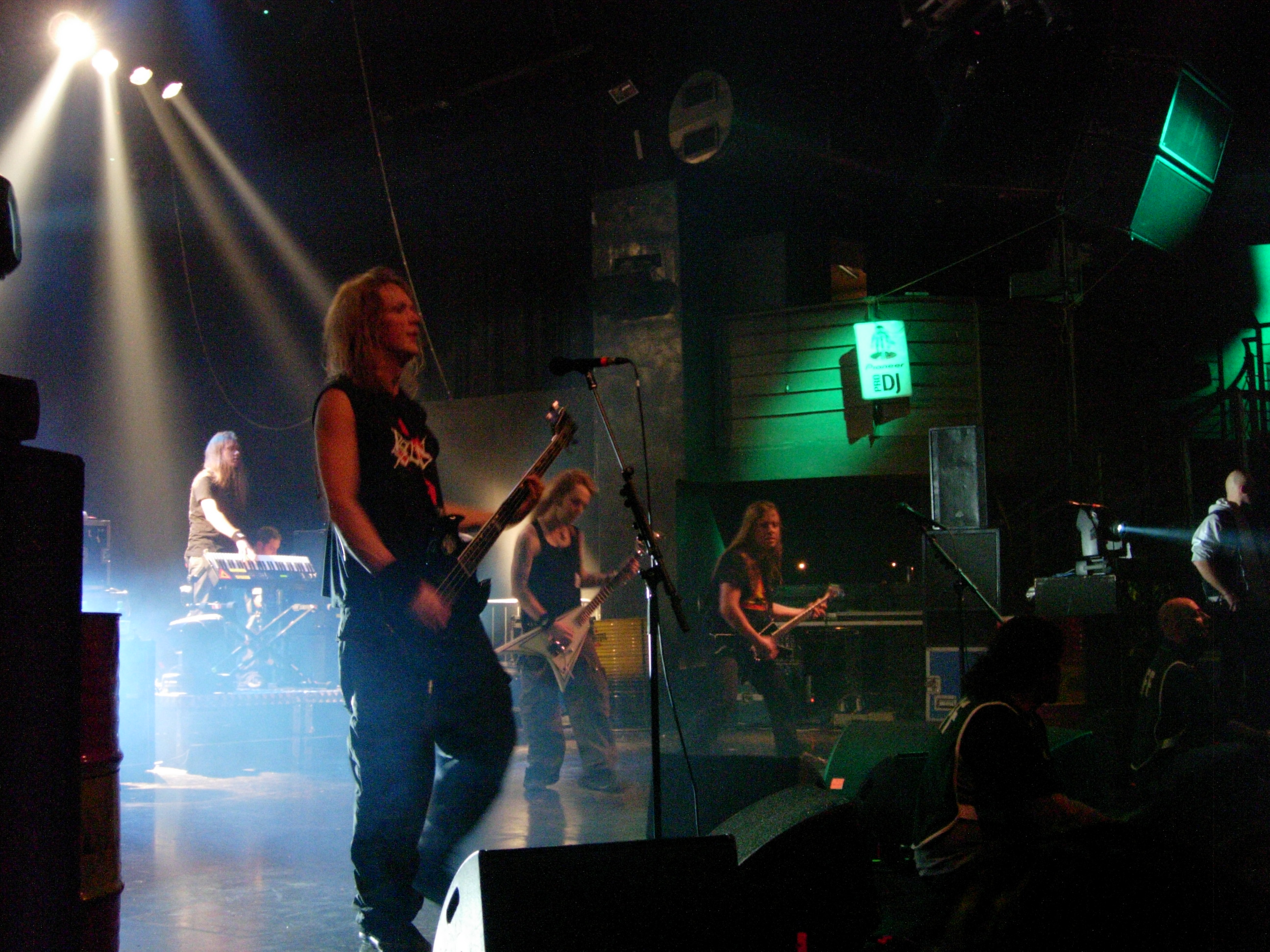
イタリア・ミラノ公演 (2006年1月)

2005年に、5thアルバム『Are You Dead Yet?』、2008年に、6thアルバム『Blooddrunk』をリリースする。また、2006年・2009年には日本のヘヴィメタル・フェスティバル、「LOUD PARK」に出演した。
2011年に、7thアルバム『Relentless, Reckless Forever』をリリース。同年6月には、アモルフィスとのカップリングで来日。渋谷、大阪、名古屋、横浜でライブを行った。
2012年に、ワールドワイドでは初のリリースとなるベスト・アルバム『Holiday at Lake Bodom: 15 Years of Wasted Youth』をリリースした。また、同年6月には、15年間所属したスパインファーム・レコードからニュークリア・ブラストに移籍した。更に、10月には日本でのリリース契約をアヴァロン・レーベルと結んだことを発表した。また、同年10月27日に行われたLOUD PARK 12に出演。
2013年、8thアルバム『Halo of Blood』をリリース。
2015年5月29日、ローペ・ラトヴァラの脱退が発表された。後になってラトヴァラが語ったところによると、この脱退はバンド側からの解雇であり、次作のアルバムセッションを開始する日に通告されたとのこと。後任については当初は決まっておらず、脱退発表翌日のライブではヤンネの弟アンティ・ウィルマンが仮のセカンドギタリストとしてプレイした。10月、9thアルバム『I Worship Chaos』をリリース。
2016年1月19日、ノーサー（2012年解散）、ネイルダウンのギタリストであるダニエル・フレイベリの加入が発表された。ダニエルは2月から行われるワールド・ツアーから参加した。
2019年3月に10thアルバム『Hexed』をリリース。
2019年11月1日、同年12月15日のヘルシンキでのライブを最後にヘンカ・ブラックスミス、ヤスカ・ラーチカイネン、ヤンネ・ウィルマンがバンドを脱退すると発表した。発表の中で、脱退する3名は、生活の方向性を変えると書かれている。ただし、12月末に発表された3名連名の声明では、3名がミュージシャンを引退するようなことはなく、今後もミュージシャンであり続けるとも述べている。併せてここ数年、チルドレン・オブ・ボドムの活動において、各メンバーが共通の目標を共有することが難しく、音楽とは関係が無いものの責任を伴う重要な決定を行うことが出来なかったとも述べている。また、バンドに残るアレキシとダニエルは、今後の計画についても発表するとしている。この発表の後、フィンランドの音楽誌「サウンディ」(Soundi)に掲載された記事よれば、元々3人の脱退は以前から決まっていたものの、2020年までツアーを行う予定であったとのこと。しかし、2019年10月に行われたロシアツアー中にバンドメンバー間でトラブルが発生し、一時は即時脱退という状態になった。しかしながら、結局2019年12月をもって3名が脱退することに落ち着いた。また、チルドレン・オブ・ボドム (Children of Bodom)の名称に関する権利は、AA・アンド・セウィラ・コンサルティング (AA & Sewira Consulting Oy)が2019年10月1日から5年間の独占使用権を獲得しており、同社を経営するヘンカ・ブラックスミス、ヤスカ・ラーチカイネン、ヤンネ・ウィルマン、つまり今回脱退する3名の許可が無ければ使用できないことになっている。アレキシ・ライホは、同誌の記事の中で、チルドレン・オブ・ボドムの名前を使い続けず、別の名前を用いて活動を継続することを示唆している。ただし、その際にもチルドレン・オブ・ボドムと関連性のあるような名前にするとも述べている。脱退した3名の声明によれば、元々アレキシ・ライホは、この会社の経営者に名を連ねていたが、会社の株式を売却してしまったため、バンド名の使用に関する権利を失っており、その売却についても合意の下行われたとのことである。
2020年3月、アレキシ・ライホとダニエル・フレイベリは、新バンドとしてボドム・アフター・ミッドナイト (Bodom After Midnight) を結成することを発表した。バンドメンバーは、アレキシ・ライホ (Vo, G)、ダニエル・フレイベリ (G)、ミトヤ・トイヴォネン（B、元サンタ・クルス）、ワルッテリ・ヴァユリュネン（Ds、パラダイス・ロスト）の4名。これに加えて、ラウリ・サロマー (Key)がライヴセッションとして参加する。また、新バンドは6月下旬のトゥスカ・フェスティバルにて初ライヴステージに立つことも発表された。その後、アルバムの制作に入るとされる。なお、正式に解散の発表は為されていないものの、チルドレン・オブ・ボドムに残った2名が新バンドで活動することや、ボドム・アフター・ミッドナイトの結成報道の中で、チルドレン・オブ・ボドムの活動終了プロセスは予定通りに進んだと述べられており、後継となるこの新バンド結成をもってチルドレン・オブ・ボドムの活動が全て終了したと考えられる。
2021年1月4日、公式ウェブサイトやレコード会社のSNSアカウントにて、バンドの中心人物であるアレキシ・ライホが12月末にヘルシンキにある自宅で亡くなった事が公表された。死因は明かされていないが、長年健康問題を抱えていたという。享年41。

## 備考
- 各アルバムには鎌を持った死神が描かれており、名前は“Roy the Reaper”である[25]。
- 2015年現在、ギターおよびベースを担当する、アレキシ・ライホ、ヘンカ・ブラックスミスの2名共、ESPとエンドーズ契約している。
- アレキシ・ライホとローペ・ラトヴァラは、キンバリー・ゴスのプロジェクトであるシナジー(SINERGY)のメンバーでもある。
- キンバリーは過去にチルドレン・オブ・ボドムの一部の楽曲の作詞も行っていた。
- キンバリーはアレキシの元妻。
- 日本では、1stアルバムから3rdアルバムまでをトイズファクトリー、4thアルバムから7thアルバムはユニバーサルミュージック、8thアルバム、9thアルバムはアヴァロン・レーベル、10thアルバムはケイオスレインズからリリースを行っている。
- 現在では、メロディックデスメタルを代表するバンドの一つとなっているが、初期の日本盤の帯では、『様式美ブラックメタル』とされていた[注釈 4]。
- アレキシの腕にはキンバリー・ゴスの頭文字（KG）が彫ってある。ちなみにそのタトゥーはアレキシの初めてのタトゥーである。
- アレキシとキンバリーは同じタトゥー、AK47を彫っている。ちなみにAはAlexi、KはKimberlyの意味で、アサルトライフル銃のAK-47とかけている。

## メンバー

### 最終ラインナップ
- アレキシ・ライホ (Alexi "Wildchild" Laiho, 1979年4月8日 - 2020年12月29日) : ボーカル/リードギター（1993年 - 2020年）
- ダニエル・フレイベリ (Daniel Freyberg, 1982年2月4日 - ) : リズムギター（2016年 - 2020年）

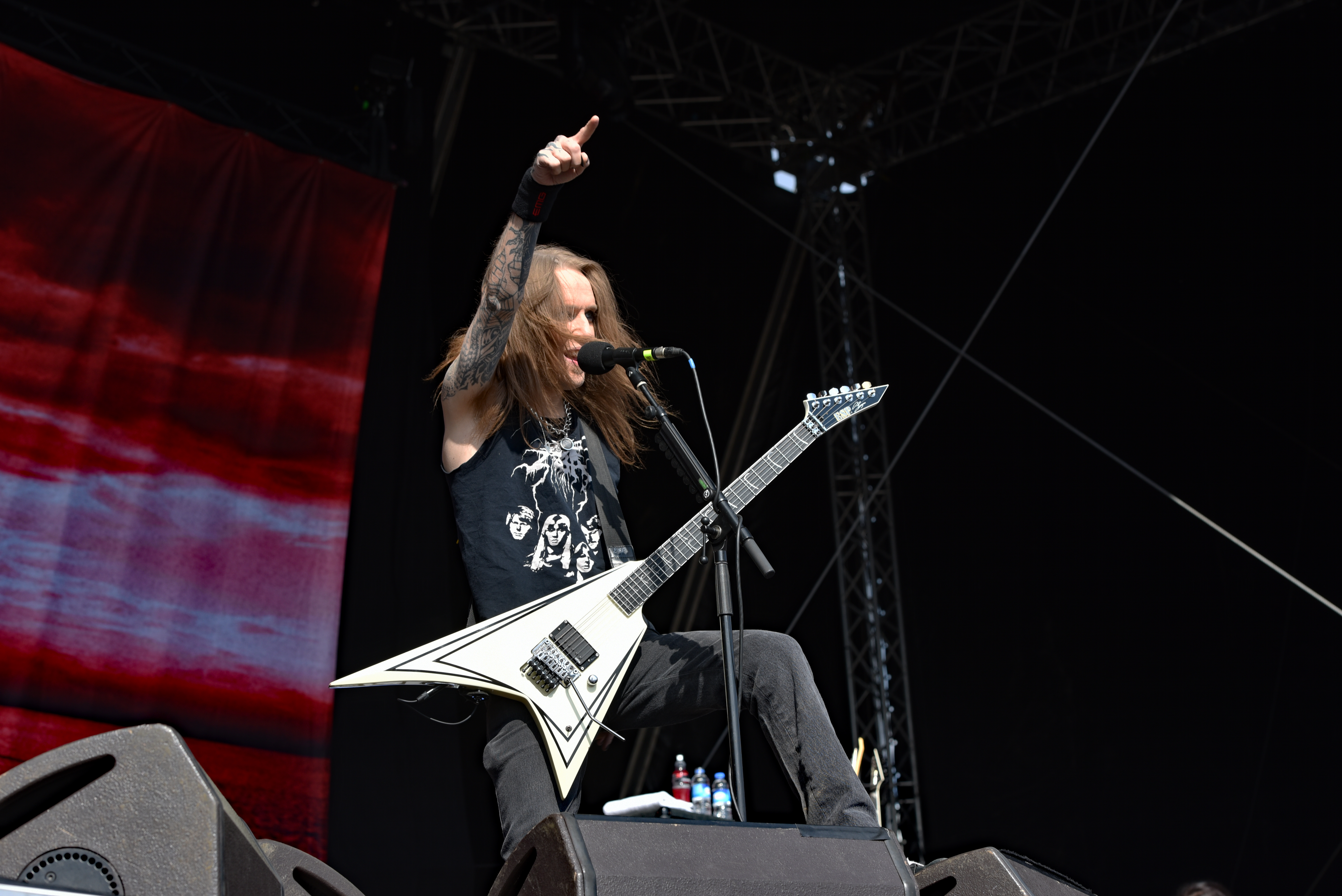
アレキシ・ライホ(Vo/G) 2017年
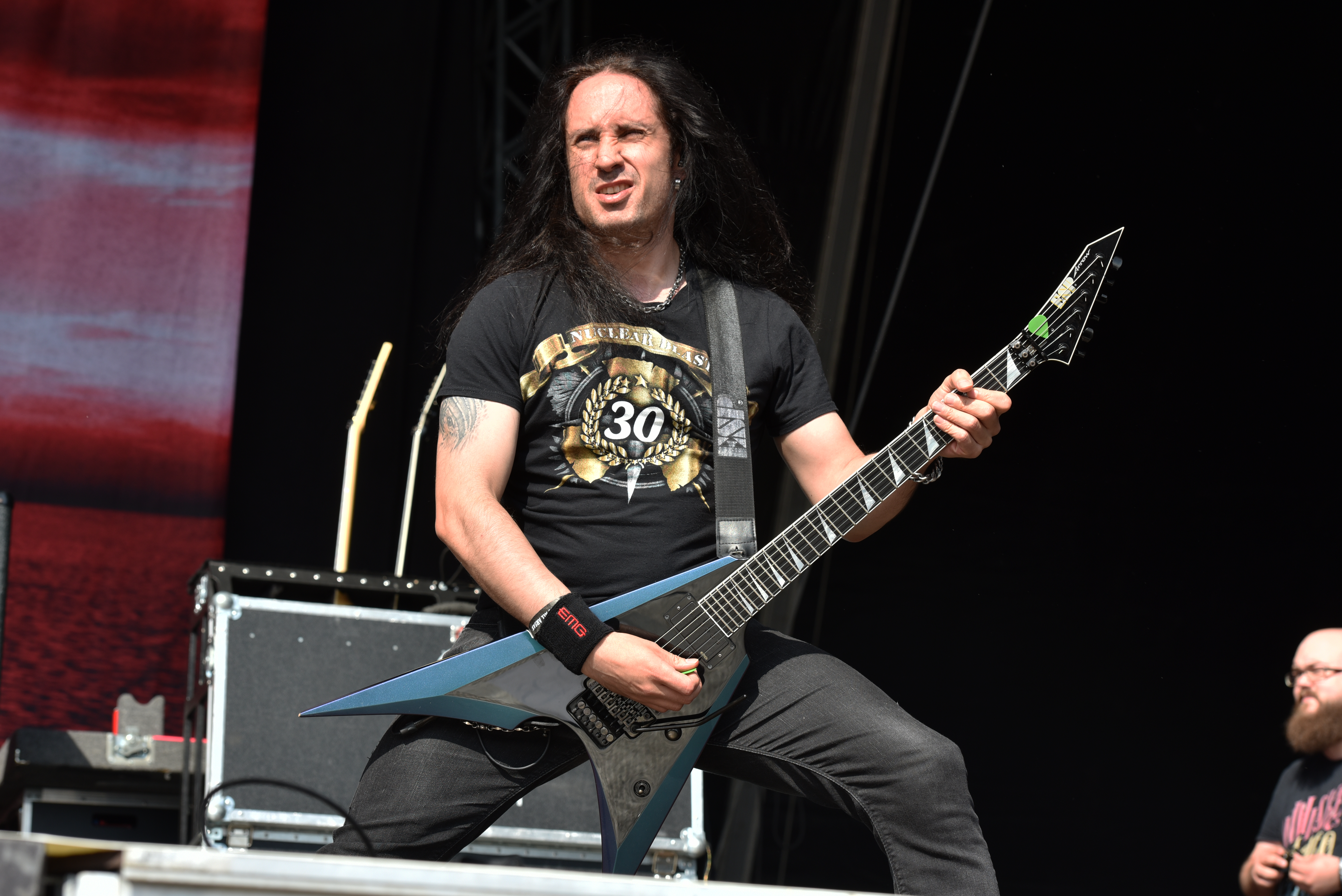
ダニエル・フレイベリ(G) 2017年

### 旧メンバー
- アレクザンダー・クオファラ (Alexander Kuoppala, 1974年4月11日 - ) : リズムギター（1995年 - 2003年）
- ローペ・ラトヴァラ (Roope Latvala, 1970年6月25日 - ) : リズムギター（2004年 - 2015年）
- サムリ・ミエッティネン (Samuli Miettinen) : ベース（1994年 - 1995年）
インアースド時代のみの在籍。
- ヘンカ・ブラックスミス (Henkka T. Blacksmith, 1980年6月7日 - ) : ベース（1995年 - 2019年）
- ヤニ・ピリショキ (Jani Pirisjoki) : キーボード（1996年 - 1997年）、ギター（1994年）
インアースド時代のみの在籍。
- ヤンネ・ウィルマン (Janne "Warman" Wirman, 1979年4月26日 - ) : キーボード（1997年 - 2019年）
- ヤスカ・ラーチカイネン (Jaska W.Raatikainen, 1979年7月18日 - ) : ドラムス (1993年 – 2019年)

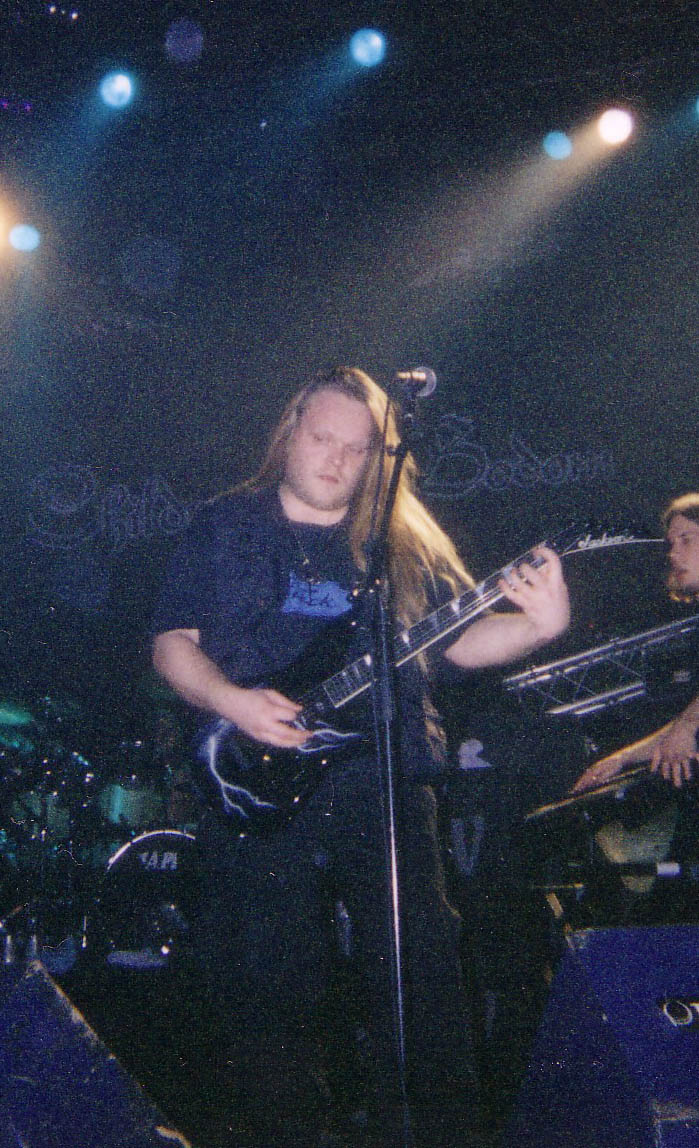
アレクザンダー・クオファラ(G)
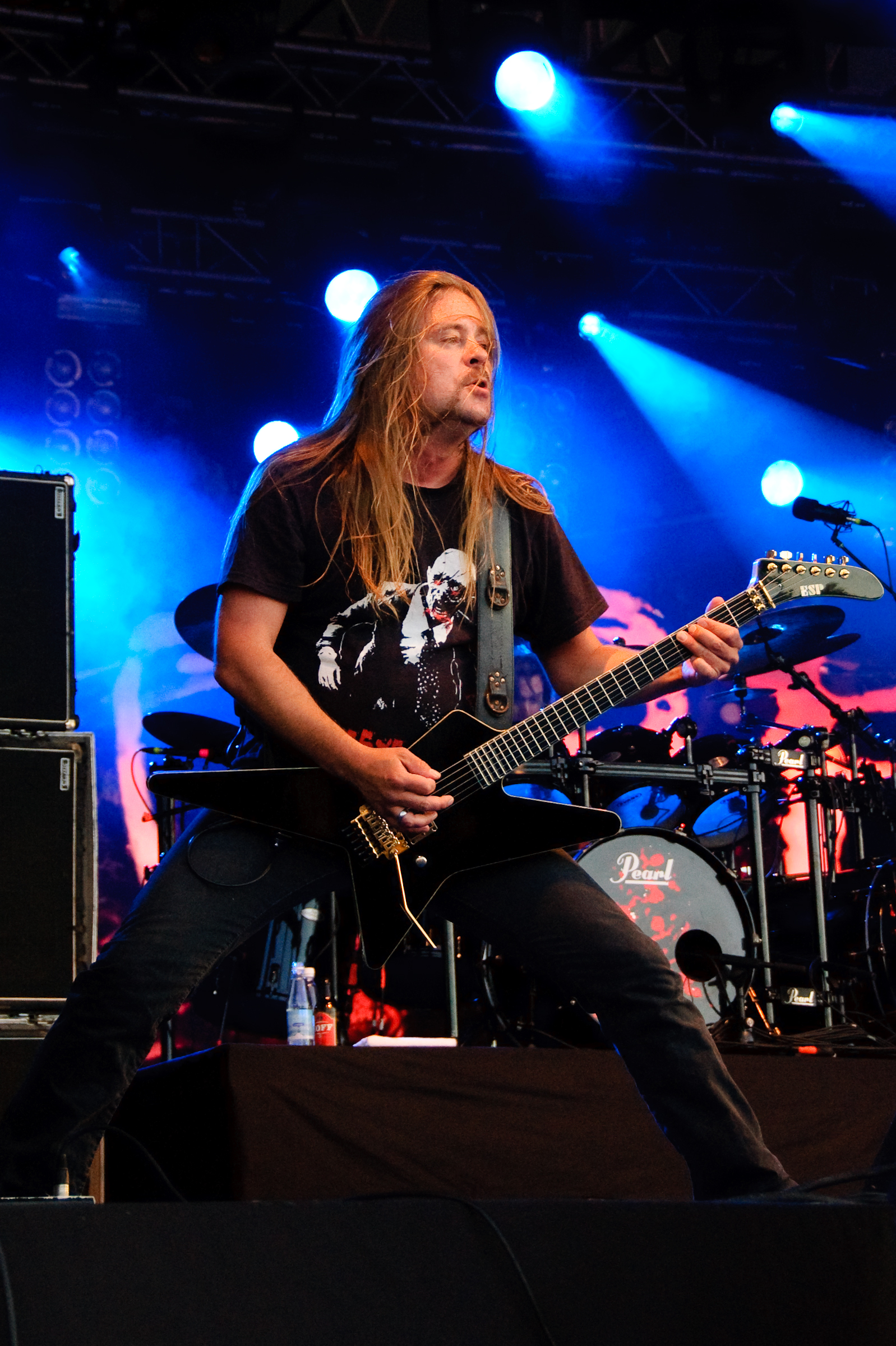
ローペ・ラトヴァラ(G) 2009年
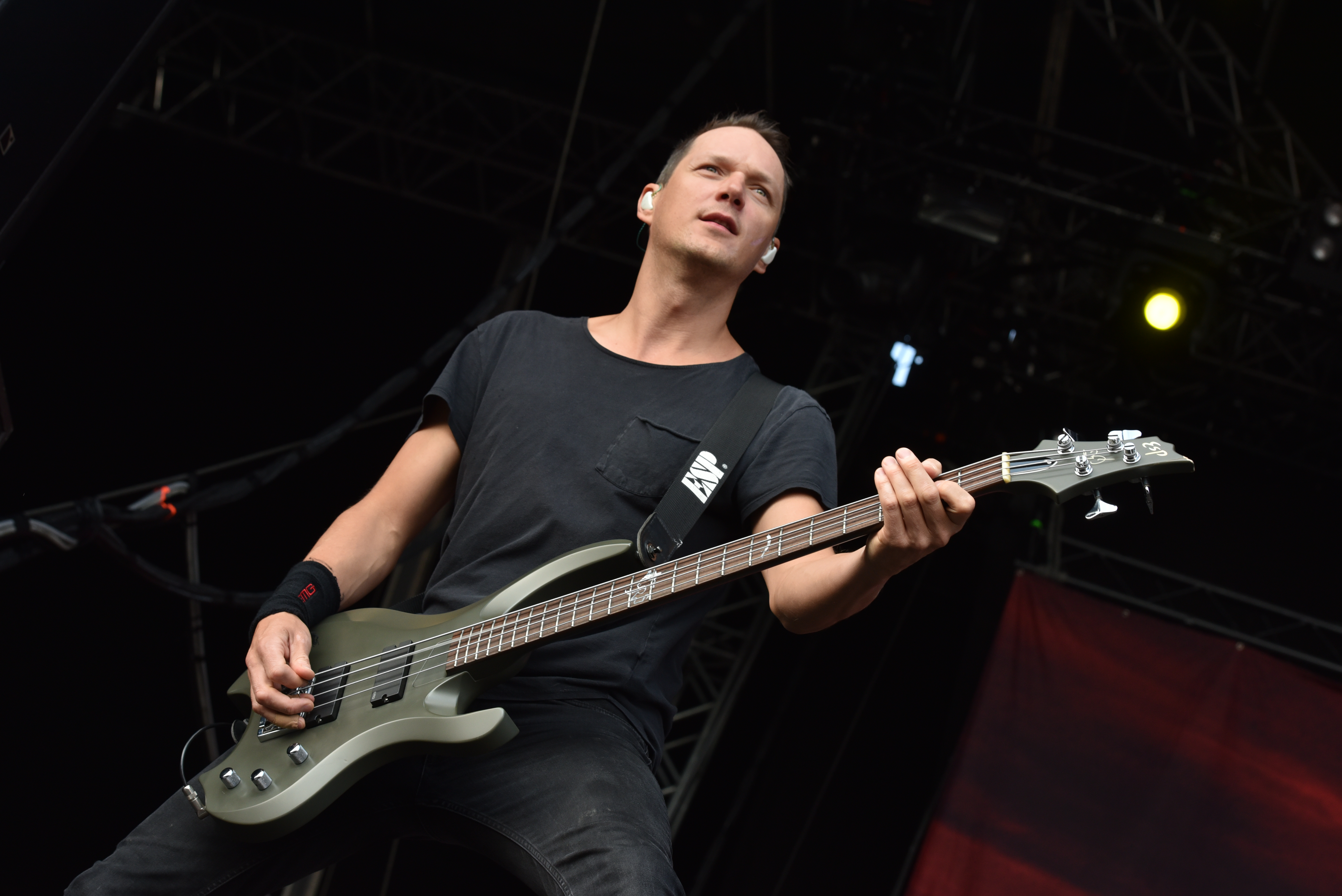
ヘンカ・ブラックスミス(B) 2017年
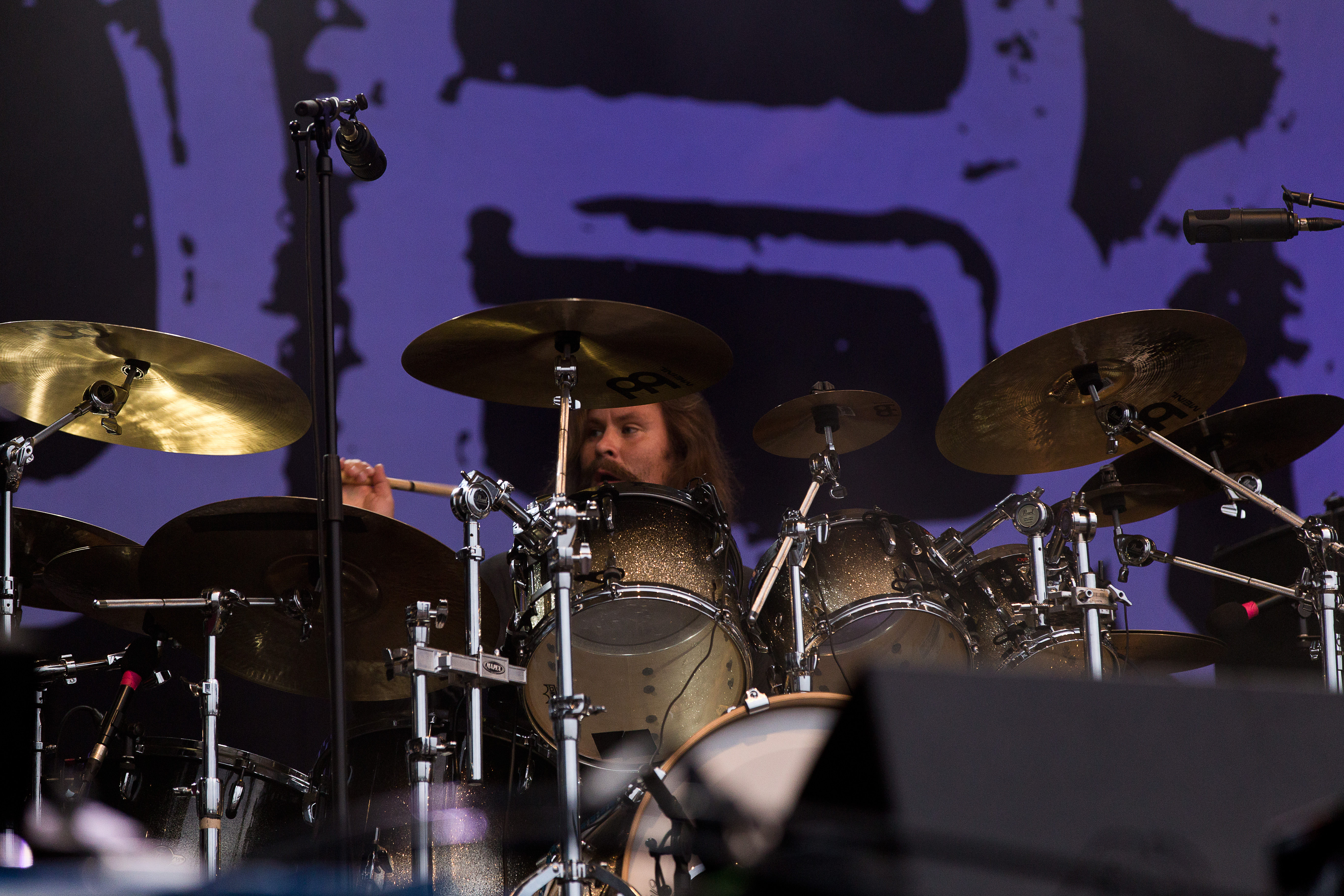
ヤスカ・ラーチカイネン(Ds) 2016年
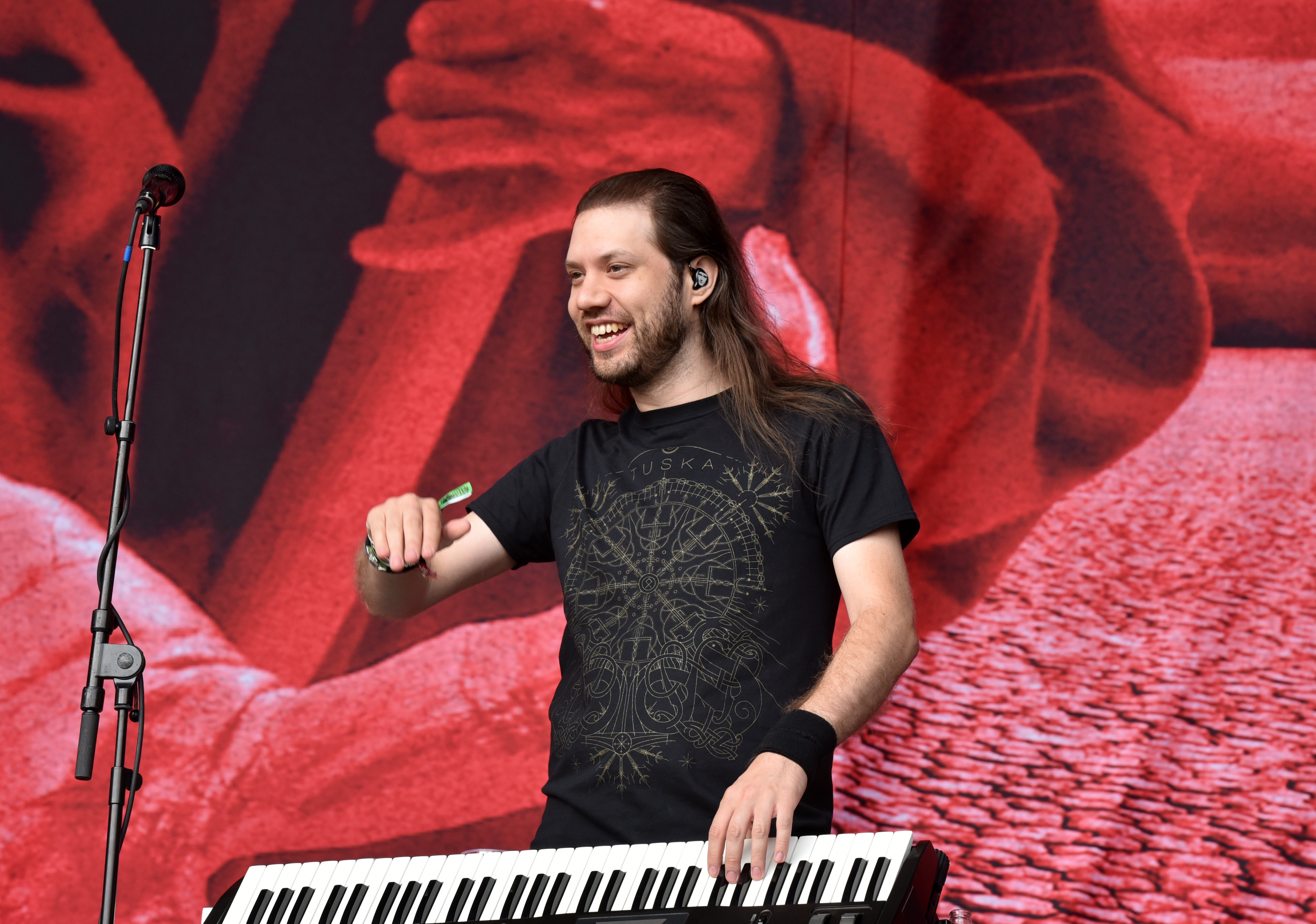
ヤンネ・ウィルマン(Key) 2017年

## ディスコグラフィー

### スタジオ・アルバム
- 1997年 サムシング・ワイルド - Something Wild
- 1999年 ヘイトブリーダー - Hatebreeder
- 2000年 フォロー・ザ・リーパー - Follow The Reaper
- 2003年 ヘイト・クルー・デスロール - Hate Crew Deathroll
- 2005年 アー・ユー・デッド・イェット? - Are You Dead Yet?
- 2008年 ブラッドドランク - Blooddrunk
- 2011年 リレントレス・レックレス・フォーエヴァー - Relentless, Reckless Forever
- 2013年 ヘイロー・オヴ・ブラッド - Halo of Blood
- 2015年 アイ・ワーシップ・ケイオス - I Worship Chaos
- 2019年 ヘックスド - Hexed

### EP
- 2004年 トラッシュド、ロスト&ストラングアウト - Trashed, Lost & Strungout

### ライブ・アルバム
- 1999年 東京戦心〜トーキョー・ウォーハート - Tokyo Warhearts - Live In Japan 1999
- 2006年 カオス・リドゥン・イヤーズ〜ストックホルム・ノックアウト・ライヴ - Chaos Ridden Years

### ベスト・アルバム
- 2003年 ベストブリーダー'97〜'00 - Bestbreeder From 1997 To 2000 (日本国内のみ)
- 2012年 ホリデイ・アット・レイク・ボドム〜ベスト・オブ・チルドレン・オブ・ボドム - Holiday at Lake Bodom: 15 Years of Wasted Youth

### コンピレーション・アルバム
- 2009年 スケルトンズ・イン・ザ・クローゼット - Skeletons In The Closet

### 映像作品
- 2006年 カオス・リドゥン・イヤーズ〜ストックホルム・ノックアウト・ライヴ - Chaos Ridden Years - Stockholm Knockout Live

## 来日公演

### 単独公演
- Japan Tour 1999（1999年）
  - 7月08日 大阪 梅田HEAT BEAT
  - 7月10日・11日 川崎 クラブチッタ川崎
- Japan Tour 2001（2001年）
  - 4月06日 大阪 梅田HEAT BEAT
  - 4月08日 名古屋 ボトムライン
  - 4月09日・10日 東京 渋谷O-EAST
- Hate Crew Deathroll Tour（2003年）
  - 9月5日 大阪 BIG CAT
  - 9月6日 名古屋 名古屋クラブクアトロ
  - 9月7日・8日 東京 SHIBUYA-AX
- Are You Dead Yet? Tour（2005年）
  - 10月07日 名古屋 Zepp名古屋
  - 10月08日 大阪 Zepp大阪
  - 10月09日 福岡 Zepp福岡
  - 10月11日・12日 東京 SHIBUYA-AX
  - 10月16日 広島 広島クラブクアトロ
  - 10月17日 仙台 Zepp仙台
  - 10月18日 札幌 Zepp札幌
- Japan Tour 2006（2006年）
  - 4月23日 川崎 クラブチッタ
  - 4月24日 大阪 なんばHATCH
  - 4月25日 東京 LIQUIDROOM
- Japan Tour 2008（2008年）
  - 7月05日・6日 東京 STUDIO COAST
  - 7月07日 名古屋 名古屋ダイアモンドホール
  - 7月09日 大阪 なんばHATCH
  - 7月10日 広島 広島クラブクアトロ
  - 7月11日 福岡 DRUM LOGOS
- The Ugly World Tour 2011（2011年）
  - 06月14日 東京 SHIBUYA-AX
  - 06月17日 大阪 なんばHATCH
  - 06月18日 横浜 横浜ベイホール
  - 11月21日・21日 東京 渋谷O-EAST
- Halo of Blood World Tour（2013年）
  - 9月1日 広島 広島クラブクアトロ
  - 9月3日 大阪 なんばHATCH
  - 9月5日 名古屋 名古屋ダイアモンドホール
  - 9月6日・7日 東京 SHIBUYA-AX
- Live in Japan 2016 （2016年）
  - 10月11日 大阪 なんばHATCH

### フェス
- HALFORD JAPAN TOUR 2003（2003年）
  - 2月11日・15日 東京 渋谷公会堂
  - 2月13日 福岡 Zepp福岡
  - 2月14日 大阪 大阪厚生年金会館
  - 2月17日 名古屋 OZON
  - 2月19日 札幌 Zepp札幌
    - ロブ・ハルフォードのソロツアーでのOpening Act
- LOUD PARK 06（2006年）
  - 10月15日 千葉 幕張メッセ 国際展示場 展示ホール9-10-11
- LOUD PARK 09（2009年）
  - 10月18日 千葉 幕張メッセ 国際展示場 展示ホール9-10-11
- LOUD PARK 12（2012年）
  - 10月27日 埼玉 さいたまスーパーアリーナ
- LOUD PARK 15（2015年）
  - 10月10日 埼玉 さいたまスーパーアリーナ
- LOUD PARK 16（2016年）
  - 10月8日 埼玉 さいたまスーパーアリーナ